# Christendom van A tot Z

## A
Wim Aalders -
Aäron -
Aäronitische zegen -
Aartsbisschop -
Aartsengel -
Aartsengel Gabriël -
Aartsengel Michaël -
Aartsengel Michaëlkerk (Kaunas) - 
Aartsengel Rafaël -
Aartsvader -
Abel -
Abraham -
Acht-Mei-beweging -
Acoliet -
Adam -
Ad Limina -
Adoptianisme -
Advent -
Adventskrans -
Aflaat -
Afscheiding van 1834 -
Albe -
Bernardus Alfrink -
Allerheiligen -
Allerzielen -
Alpha-cursus -
Altaar -
Almudena-kathedraal -
Ambo -
Amict -
Amish -
Amos -
Ampul -
Anabaptisme -
Anathema -
Andreas -
Angelologie -
Anglicaanse Kerk -
Animistische religie -
Anna -
Annunciatie -
Anselmus van Canterbury -
Antependium -
Anti-Revolutionaire Partij (ARP) -
Antichrist -
Antiochië -
Apocalyps -
Apocrief -
Apocriefen van het Nieuwe Testament -
Apollinarisme -
Apologetiek -
Apostel -
Apostolisch Genootschap -
Apostolische geloofsbelijdenis -
Apostolische Kerk -
Apostolische successie -
Apostolische Vaders -
Apsis (architectuur) -
Thomas van Aquino -
Arius -
Ark van het Verbond -
Ark van Mozes -
Ark van Noach -
Jacobus Arminius -
Ascese -
Assemblies of God -
Aswoensdag -
Athanasius -
Augustinus -
Avondmaal -
Azazel -
Azusa Street Revival

## B
Baäl -
Toren van Babel -
Baptisme -
Baret -
Barmhartigheid -
Karl Barth -
Basiliek -
Herman Bavinck -
Bedelingenleer -
Bedelorden -
Bedevaart -
Beeldenstorm -
Beëlzebub -
Het beest -
Bekering -
Beloken Pasen -
Balthasar Bekker -
Belial -
Ben-Hur -
Benedictijnen -
Nel Benschop -
Beréa Beweging -
Bergrede -
Hendrikus Berkhof -
Louis Berkhof -
Gerrit Cornelis Berkouwer -
Beschermengel -
Beschermheilige -
Bethlehem -
Bevrijdingstheologie -
Bezetenheid -
Biecht -
Kune Biezeveld -
Bijbel -
Bijbelboek -
Bijbelgordel -
Bijbelvertaling -
Anne van der Bijl -
Hildegard van Bingen -
Henk Binnendijk -
Bisschop -
Antoine Bodar -
Peronne Boddaert -
Bert Boer -
Gijs Boer -
Johannes Bogerman -
Bond tegen het vloeken -
Bonifatius -
Corrie ten Boom -
Boom van de kennis van goed en kwaad -
William Booth -
Jan van den Bosch -
Orlando Bottenbley -
Boze geest -
Titus Brandsma -
Guido de Brès -
Broeders des gemeenen levens -
Dan Brown -
Johannes Brugman -
Rudolf Bultmann -
John Bunyan -
Bursa -
Jan Buskes -
Byzantijnse muziek

## C
Johannes Calvijn -
De vijf punten van het Calvinisme -
Calvinisme -
Petrus Canisius -
Canon van de Bijbel -
Canoniek recht -
Cathedra -
Catechisatie -
Celibaat -
CGMV (vakorganisatie) -
Cham -
Teilhard de Chardin -
Charisma -
Charismatische beweging -
Chris Tomlin -
Chrisma -
Chrismale -
Christelijk-Historische Unie (CHU) -
Christelijke Afgescheiden Gemeenten -
Christelijke Gereformeerde Gemeenten -
Christelijke Gereformeerde Kerken -
Christelijke glossolalie -
Christelijke heil -
Christelijke liedbundel -
Christelijke Volkspartij (CVP) -
Christen -
Christendemocratie -
Christen Democratisch Appèl (CDA) -
Christen-Democratisch en Vlaams (CD&V) -
Christendom -
Christendom en homoseksualiteit -
Christendom en racisme - Christendom en slavernij - Christendom en syncretisme -
Christenen voor Israël -
Christenfundamentalisme -
De Christengemeenschap -
ChristenUnie (CU) -
Christus -
Church of Ireland -
Ciborie -
Ciborievelum -
Cingel -
Johannes Coccejus -
Hendrik de Cock -
Coenobiet -
College van kardinalen -
Communie -
Concilie -
Concilie van Chalcedon -
Concilie van Nicaea -
Concilie van Trente -
Concordaat -
Confessionalisme -
Confessiones -
Congregatie van Sint-Jan -
Conopeum -
Consecratie -
Constantijn de Grote -
Contrareformatie -
Contra-remonstranten -
Dirck Volkertsz. Coornhert -
Corporale -
Creationisme -
Crucifix -
Cruz de la Parra -
CSFR -
Curie -
Częstochowa

## D
Da Vinci Code -
Dag des oordeels -
David Maasbach -
Dalmatiek -
Daniël (boek) -
Daniël (persoon) -
Godfried Danneels -
John Nelson Darby -
Petrus Datheen -
David -
De Civitate Dei -
De Imitatione Christi -
Cees Dekker -
Demiurg -
Demon -
Deuteronomium -
DeWindroos -
Discipel -
Dispensationalisme -
Docetisme -
Dogma -
Dogmageschiedenis -
Dogmatiek -
Doksaal -
Doleantie -
Dominee -
Don Bosco -
Doodzonde -
Doop -
Doop met de Heilige Geest -
Doopsgezinde Broederschap -
Doopsgezinden -
Dorcas -
Dordtse Leerregels -
Eugen Drewermann -
Drie Formulieren van Enigheid -
Drie-eenheid -
Driekoningen -
Karel Dronkert -
Duivel -
Duiveluitdrijving -
Duizendjarig rijk -
Dwaalleer

## E
Ecce Homo -
Eerste Vaticaans Concilie -
Efeziërs (brief) -
Hof van Eden -
Eindtijd -
Elia -
Elisa -
Elkesaieten -
Engel -
EO-Jongerendag -
Epifanie -
Desiderius Erasmus -
Erfzonde -
Eschatologie -
Esther -
Eucharistie -
Europese Volkspartij -
Europese Volkspartij en Europese Democraten -
Eva -
Evangelicaal -
Evangelie -
Het evangelie volgens Matteüs (film) -
Evangelisatie -
Evangelisch -
Evangelisch-Lutherse Kerk -
Evangelische Alliantie -
Evangelische Omroep (EO) -
Evangelische Volkspartij (EVP) -
Vier Evangelisten -
Evangelist (voorganger) -
Excommunicatie -
Exegese -
Exodus -
Exorcisme -
Ezau -
Ezechiël -
Ezra

## F
Farao -
Fátima -
Federatie van Oud Gereformeerde Gemeenten -
Feministische theologie -
Feniciërs -
Figuren in de Bijbel -
Filémon (brief) -
Filioque -
Filokalia -
Filippenzen (brief) -
De vijf punten van het Calvinisme -
Formulieren van enigheid -
Franciscus van Assisi -
Frater -
Fundamentalisme

## G
Gabriël -
Galaten -
Galaten (brief) -
Galilea -
Gaven van de Heilige Geest -
Gebed -
Gebedsgenezing -
Jacobine Geel -
Johannes Geelkerken -
Met de Geest vervuld -
Geloof -
Geloofsafval -
Geloofsbelijdenis van Nicea -
Gemeente -
Genade -
Genesis -
Gereformeerd -
Gereformeerd Politiek Verbond (GPV) -
Gereformeerde Bond -
Gereformeerde Dogmatiek -
Gereformeerde Gemeenten -
Gereformeerde Gemeenten in Nederland -
Gereformeerde Gemeenten in Nederland (buiten verband) -
Gereformeerde Kerken in Hersteld Verband -
Gereformeerde Kerken in Nederland -
De Gereformeerde Kerken in Nederland (hersteld) -
Gereformeerde Kerken onder het Kruis -
Gereformeerde Kerken vrijgemaakt -
Gereformeerden in Nederland -
Geschiedenis van het christendom -
Gethsemane -
Getijde (gebed) -
Glossolalie -
Gnosis -
Gnosticisme -
Gnostiek -
God -
Goddelijke inspiratie -
Godslamp -
God's Pleasure -
Goed en kwaad -
Goede Vrijdag -
Golgotha -
Goliath -
Gomaristen -
Gommarus van Lier -
Franciscus Gomarus -
Gospel -
Goud, wierook en mirre -
Cornelis Graafland -
Billy Graham -
Ruth Graham -
Gregoriaanse muziek -
Grieks-Orthodoxe Kerk -
Guillaume Groen van Prinsterer -
Groninger Godgeleerden -
Groot Schisma -
Geert Groote -
Grote Verdrukking

## H
Habakuk -
Habijt -
Hagar -
Haggai -
Hallel -
Handelingen van de Apostelen -
Maarten 't Hart -
(brief aan de) Hebreeën -
Hebreeuws -
Johannes de Heer -
Heidelbergse Catechismus -
Heiden -
Heiland -
Heilig Avondmaal -
Heilig Hart -
Heilig Hartbeeld-
Heiligdomsvaart -
Heilige der Heiligen -
Heilige Geest -
Heilige -
Heilshistorie -
Heilsfeit -
Hel -
Hemel -
Hemelvaartsdag -
Hendrik VIII -
Herodes I -
Herodes Agrippa I -
Herodes Antipas -
Hersteld Apostolische Zendingkerk -
Hersteld Hervormde Kerk -
Hervormd -
Hervorming (zie (contra)reformatie) -
Hervormingsdag -
Heterodoxie -
Cees den Heyer -
Hiëronymus -
Benny Hinn -
Ben Hoekendijk -
Petrus Hofstede de Groot -
Hogepriester -
Homilie -
Hoofdaltaar -
Hoofdzonde -
Hooglied -
De Hoop ggz -
Hosea -
Hostie -
Huwelijk -
Hymne

## I
Ichthus (studentenvereniging) -
Ichthus (symbool) -
Icoon (schilderkunst) -
Inquisitie -
Inquisitie (Spaanse) -
INRI -
Institutie -
Intelligent design -
Interkerkelijke Omroep Nederland (IKON) -
Irenaeus -
Ismaël -
Israël -
Israëlieten -
Isaak

## J
Jafet -
Jakob -
Jakobus (brief) -
Jakobus de Mindere -
Jansenisme -
Jeanne d'Arc -
Jehova's getuigen -
Jeremia -
Jericho -
Jeruzalem -
Jesaja -
Jesus (film) -
Jesus Christ Superstar -
Jeugd met een Opdracht -
Jeugdkerk -
Jezuïet -
Jezus buiten het christendom -
Jezus (historisch-kritisch) -
Jezus (traditioneel-christelijk) -
JHWH -
Job -
Joden -
Jodendom -
Jodendom (christelijke visies op het jodendom) -
Jodendom (joodse visies op het christendom) -
Joël -
Johannes (apostel) -
Johannes (evangelie) -
Eerste brief van Johannes -
Tweede brief van Johannes -
Derde brief van Johannes -
Johannes de Doper -
Johannes-Passion (J.S. Bach) -
Johan Maasbach -
Jom Kipoer -
Jona -
Jongerenbijbel -
Jordaan (rivier) -
Jozef (aartsvader) -
Jozef van Nazareth -
Jozua -
Bijbelboek Jozua -
Judas (brief) -
Judas (evangelie) -
Judas (Iskariot) -
Judas (Taddeüs) -
Judith

## K
Kaïn -
Kanaän -
Immanuel Kant -
Kanunnik (seculier en regulier) -
Kapelaan -
Kardinaal -
Kardinaalscollege -
Karmelgebergte -
Katharen -
Katharinaklooster -
Katheder -
Kathedraal -
Kathedraal van Chartres -
Kathedraal van Laon -
Katholicisme -
Katholiek Apostolische Kerk -
Katholieke Radio Omroep (KRO) -
Katholieke Volkspartij (KVP) -
Kazuifel -
Thomas a Kempis -
Kelkgerei -
Kelklepeltje -
Keltische christendom -
Kelkvelum -
Kerk (gebouw) -
Kerk (geloofsgemeenschap) -
Kerk (instituut) -
Kerk van Ierland -
Kerkelijke denominatie -
Kerkgenootschap -
Kerkgeschiedenis -
Kerkorde -
Kerkorgel -
Kerkprovincie -
Kerkscheuring -
Kerstavond -
Kerstboom -
Gerrit Hendrik Kersten -
Kerstening -
Kerstmis -
Ketter -
Ketterij -
Søren Kierkegaard -
Kinderbijbel -
Martin Luther King -
Klaagliederen -
Klooster -
Kloosterorde -
Kloosterregel -
Kloosterwezen -
Kluizenarij -
Andries Knevel -
Hermann Friedrich Kohlbrugge -
Kolossenzen (brief) -
I Koningen -
II Koningen -
Koninkrijk van God -
Kontekstueel -
Koor -
Koorgestoelte -
Koorhek -
Koorkap -
Koptisch-Orthodoxe Kerk -
Koptisch-Katholieke Kerk -
Korinte -
Korintiërs (eerste brief) -
Korintiërs (tweede brief) -
Koster -
Kovel -
Kracht van Omhoog -
Reender Kranenborg -
I Kronieken -
II Kronieken -
Kruis (christendom) -
Kruishout -
Kruisiging -
Kruisteken -
Kruistocht -
Kruisweg (religie) -
Harry Kuitert -
Abraham Kuyper

## L
Het Laatste Avondmaal (Bijbel) -
Het Laatste Avondmaal (schilderij) -
Laatste heilige sacramenten -
Laatste Oordeel -
Lagere wijdingen -
Het Lam Gods -
Landelijk Platform van de Pinkster- en Volle Evangeliebeweging -
Lea -
Lector -
Ledeboeriaanse Gemeenten -
Leek (christendom) -
Legenda Aurea
Leger des Heils -
Lekenpriester -
Leviticus -
C.S. Lewis -
Lichaam -
Lijkwade van Turijn -
Carel ter Linden -
Nico ter Linden -
Linus -
Liturgie -
Liturgische kleur -
Liturgisch vaatwerk -
John Locke -
Lourdes -
Ignatius van Loyola -
Lucas (evangelie) -
Lucifer (Satan) -
Maarten Luther -
Lutheranisme -
Luthereik

## M
Maagd -
Maagdelijke geboorte -
Madonna -
Catrinus Mak -
Maleachi (boek) - 
Maleachi (profeet) -
Marcus (evangelie) -
Mark Schultz -
Maria -
Maria (moeder Jezus) -
Maria Boodschap -
Maria Hemelvaart -
Maria Lichtmis -
Maria Magdalena -
Martelaar -
Martinikerk (Groningen) -
Matteüs (evangelie) -
Matthäus Passion -
Mauritius -
Alister McGrath -
Meditatie -
Medjugorje -
Anne van der Meiden -
Mennonieten -
Menno Simons -
Messias -
Messiasbelijdende Joden -
Methodisten -
Metropoliet -
Metten -
Bruce Metzger -
Micha -
Mijter -
Mirjam -
Mis -
Kornelis Heiko Miskotte -
Missie -
Moderne theologie -
Modernisme -
Monica (heilige) -
Monnik -
Monotheïsme -
Monstrans -
Dwight L. Moody -
Boek van Mormon -
Mormonen -
Mozes -
Tiny Muskens -
Johan Maasbach -
David Maasbach

## N
Naamdag -
Nag Hammadigeschriften -
Nahum -
Navigators Studentenverenigingen -
Nazarener -
Nazareth -
Jezus van Nazareth -
Nazireeër -
Nederduits Gereformeerde Kerk -
Nederlands Bijbelgenootschap -
Nederlands Gereformeerde Kerken -
Nederlandse Bisschoppenconferentie -
Nederlandse Christelijke Radio-Vereniging (NCRV) -
Nederlandse geloofsbelijdenis -
Nederlandse Hervormde Kerk -
Watchman Nee -
Nehemia -
Oswald von Nell-Breuning -
Nieuwe Bijbelvertaling -
Nieuwe hemel en aarde -
Nieuwe Testament -
Nieuwe Vrijgemaakte Kerken -
Noach -
Norbertus -
Normen en waarden -
Nuestra Señora de la Asunción -
Numeri -
Nuntius

## O
Obadja -
Willem van Ockham -
Occultisme -
Oecumene -
Oliesel -
Onbevlekte ontvangenis -
Onderpastoor -
Online Bijbel -
Onreine geest -
Onze Lieve Vrouw van Lourdes -
Onze Vader -
Huub Oosterhuis -
Oosters christendom -
Oosters-katholieke kerken -
Oosters-orthodoxe kerken -
Open Doors -
Openbaring -
Openbaring van Johannes -
Opname van de gemeente -
Opstanding -
Opwekking -
Oriëntaals-orthodoxe kerken -
Orthodox -
Orthodox-protestantisme -
Thomas Lee Osborn -
Ostensorium -
Oud-Gereformeerde Gemeenten -
Oud Gereformeerde Gemeenten in Nederland -
Oude Testament -
Oudkatholieke Kerk -
Willem Ouweneel -
Over de navolging van Christus

## P
Paas- en Pinksterdatum -
Paasei -
Paasfeest -
Paaslam -
Paaszaterdag -
Palla -
Palmzondag -
Paradijs -
Parament -
Parochie -
Parochievicaris -
Blaise Pascal -
Pasen -
Passiemuziek -
Passiespel -
The Passion of the Christ -
Jan Sjoerd Pasterkamp -
Pastoor -
Pastor -
Pastoraal werker -
Pateen -
Patrologie -
Paulus -
Paulus (brieven) -
Paulus (auteurschap brieven) -
Paus -
Paus Adrianus VI -
Paus Anacletus I -
Paus Benedictus XV -
Paus Benedictus XVI -
Paus Clemens I -
Paus Johannes XXIII -
Paus Johannes Paulus II -
Paus Linus -
Paus Pius II -
Paus Pius X -
Paus Pius XI -
Paus Pius XII -
Pelagius -
Pentateuch -
Pesach -
Petrus -
Petrus (eerste brief) -
Petrus (tweede brief) -
Cees van Peursen -
Allard Pierson -
Piëtisme -
Pileolus -
Pinksterbeweging -
Pinksteren -
Pinksterfeest -
Gerrit Polman -
Polycarpus van Smyrna -
Polycarpus I van Byzantium -
Pontificalia -
Pontius Pilatus -
Pope -
Postmodernisme -
Predestinatie -
Predikant -
Prediker (Bijbelboek) -
Prediker (woordverkondiger) -
Preek -
Prelaat -
Prelatuur -
Priester -
Priesterbroederschap van Sint Petrus -
Priesterbroederschap Sint Pius X -
Priesterkoor -
Derek Prince -
Processie -
Profeet -
Profeteren -
Protestant -
Protestantisme -
Protestantse Kerk in Nederland (PKN) -
Psalmen (Bijbelboek) -
Psalmen van Salomo (Hebreeuwse Bijbel) -
Jos Punt -
Purificatorium -
Pyxis

## Q
Gilles Quispel

## R
Rafaël Nederland -
Reformatie -
Reformatorische Politieke Federatie (RFP) -
Relikwie -
Relikwieën van het Heilige Kruis -
Remonstranten -
Remonstrantse Broederschap -
Het Réveil -
Cliff Richard -
Richteren -
Herman Ridderbos -
Jan Ridderbos -
Evan Roberts -
Oral Roberts -
Romeinen (brief) -
Romeinse Rijk -
Rooms-Katholieke Kerk -
Roomsch-Katholieke Staatspartij (RKSP) -
André Rouvoet -
Rozenkrans -
Arnold van Ruler -
Klaas Runia -
Ruth (Bijbelboek) -
Ruth (Bijbelpersoon)

## S
Sabbat -
Sacrament -
Sacramentalia -
Sacristie -
Sacristiecredens -
Salomo -
Samaritanen -
Samen op Weg-proces -
I Samuel -
II Samuel -
Sara -
Satan -
Scheiding van kerk en staat -
Schepping -
Scheppingsverhaal (Genesis) -
Klaas Schilder -
Schisma -
Friedrich Schleiermacher -
Scholastiek -
Arthur Schopenhauer -
Schreeuw om Leven -
Schriftkritiek -
Schuilkerk -
Robert H. Schuller -
Albert Schweitzer -
Duns Scotus -
Secularisatie -
Sederavond -
Sedes Sapientiae -
Sem -
Semieten -
Septuaginta -
Albert Servaes -
Servatius van Maastricht -
Seksualiteit in de vroegchristelijke kerk -
William J. Seymour -
Simeon van Jeruzalem -
Ad Simonis -
Sint-Christoffel -
Sint-Helena -
Sint Hiëronymus -
Sint-Nicolaas -
Sint-Pieterskerk -
Sint Sebastiaan -
Sint-Valentijn -
Sion -
Slang -
Joseph Smith -
Michael W. Smith
Adrian Snell -
Sodom en Gomorra -
Sola fide -
Sola gratia -
Sola scriptura -
Soli Deo -
Solideo -
Solus Christus -
Dorothee Sölle -
Willem van 't Spijker -
Spiritualisme -
Spreuken -
Staatkundig Gereformeerde Partij (SGP) -
Twaalf stammen van Israël -
Statenvertaling -
Rudolf Steiner -
Stevenisten -
Stille Zaterdag -
Stola -
Hans Stolp -
Superplie -
Synode -
Synode van Assen -
Synode van Clermont -
Synode van Dordrecht -
Synode van Sutri -
Syrisch-Orthodoxe Kerk van Antiochië

## T
10/40 Raam -
Tabernakel -
Communauté de Taizé -
Tale Kanaäns -
Talent (geld) -
Talmoed -
Tanchelm -
Tearfund -
Tekstkritiek -
Tempel -
Joodse Tempel -
Tempelberg -
Tenach -
Testament -
Nieuwe Testament -
Oude Testament -
Thailand Bible Society -
Theïsme -
Theïstisch evolutionisme -
Lijst van theologen -
Theologie -
Moeder Theresa -
Tessalonicenzen (eerste brief) -
Tessalonicenzen (tweede brief) -
Carsten Peter Thiede -
Thomas -
Thomas (evangelie) -
Thomas van Aquino -
Thora -
Tiara -
Tien geboden -
Timoteüs (eerste brief) -
Timoteüs (tweede brief) -
Tintinnabulum -
Titus (brief) -
Tobit -
Toga -
Tongen (spreken in) -
Toren van Babel -
Toronto Blessing -
Transsubstantiatie -
Trinitatis -
Abraham Trommius -
Tuin van Eden -
Tuniek -
Tweede Vaticaans Concilie -
Twee-naturenleer

## U
Uittocht uit Egypte -
Uitverkiezing -
Uitverkorene

## V
Vagevuur -
Vasten -
Vastentijd -
Vaticaan -
Eerste Vaticaans Concilie -
Tweede Vaticaans Concilie -
Arie van der Veer -
Jan Hendrik Velema -
Verbondsleer -
Verenigde Pinkster- en Evangeliegemeenten -
Vereniging van Gereformeerde Studenten -
Vergadering van gelovigen -
Vergeving -
Johannes Verkuyl -
Verlossing -
Etienne Vermeersch -
Heilige Veronica -
Verrijzenis -
Verzoeningsleer -
Victory Outreach -
Tom Viezee -
Vineyard-beweging -
Willem Visser 't Hooft -
vloek (krachtterm) -
Vloek (onheilsbezwering) -
Vloekverbod (Nederland) -
Gisbertus Voetius -
Volksdevotie -
Voorganger -
Voortgezette Gereformeerde Kerken in Nederland -
Vormsel -
Vrede -
Vrije Bijbelonderzoekers -
Vrije Evangelische Gemeenten -
Vrijzinnig-protestantisme -
Vrijzinnigheid -
Vulgaat

## W
Jacqueline E. van der Waals -
De Waarheidsvriend -
Ware kerk -
Wagenwiel -
Wedergeboorte -
Wederkomst -
Weesgegroet -
Weihnachtsoratorium -
Wereldraad van Kerken -
Wierook -
Herman Wiersinga -
Wijding -
De wijsheid van Jezus Sirach -
Wijzen uit het Oosten -
Wilde Ganzen -
Johannes Willebrands -
Willibrordvertaling -
John Wimber -
Witte Donderdag -
Woord (van God) -
WOW Hits -
Geert Aeilco Wumkes -
John Wyclif

## Y
Youth for Christ

## Z
666 -
Zacharia -
Zaligverklaring -
Zebedeüs -
Zefanja -
Zegen -
Zending -
Zending op Soemba -
Zeven deugden -
Zevendedagsadventisten -
Ziel -
Zijaltaar -
Nikolaus von Zinzendorf -
Zion -
Zonde -
Zondeval -
Zondvloed -
Huldrych Zwingli